# Камата (станция, Токио)
Станция Камата (яп. 蒲田駅 камата эки) — железнодорожная станция, расположенная в специальном районе Ота в Токио. Была открыта 11 апреля 1904 года в качестве остановки на линии Токайдо. На станции установлены автоматические платформенные ворота.

## Линии
- East Japan Railway Company (JR East)
  - Линия Кэйхин-Тохоку
- Tokyu Corporation
  - Линия Токю-Тамагава
  - Линия Икэгами

Для линий Токю-Тамагава и Икэгами станция является конечной. Приблизительно в 700 метрах расположена станция Кэйкю-Камата линии Кэйкю.

## Планировка станции

### JR East
Две платформы островного типа и 3 пути.
| 1-2 | ■Линия Кэйхин-Тохоку | Кавасаки, Иокогама, Офуна |
| 3-4 | ■Линия Кэйхин-Тохоку | Синагава, Токио, Омия     |

### Tōkyū
Пять платформ зали́вного типа и 4 пути.
| 1   | ■ Линия Икэгами       | Икэгами, Юкигая-Оцука, Хатанодай, Готанда |  |
| 2   | ■Линия Икэгами        | Икэгами, Юкигая-Оцука, Хатанодай, Готанда |  |
| 2   | ■Линия Токю-Тамагава  | Симо-Маруко, Тамагава                     |  |
| 3-4 | ■ Линия Токю-Тамагава | Симо-Маруко, Тамагава                     |  |

## Близлежащие станции
| «                   | «                   | Вид обслуживания    | »                   | »                   |
| Линия Кэйхин-Тохоку | Линия Кэйхин-Тохоку | Линия Кэйхин-Тохоку | Линия Кэйхин-Тохоку | Линия Кэйхин-Тохоку |
| ------------------- | ------------------- | ------------------- | ------------------- | ------------------- |
| Омори               | Омори               | Local               | Кавасаки            | Кавасаки            |
| Омори               | Омори               | Rapid               | Кавасаки            | Кавасаки            |
| Линия Икэгами       |                     |                     |                     |                     |
| Хасунума            | Хасунума            | -                   | Конечная станция    | Конечная станция    |
| Линия Токю-Тамагава |                     |                     |                     |                     |
| Ягутиноватаси       | Ягутиноватаси       | -                   | Конечная станция    | Конечная станция    |